# Clarence Walker
Clarence Walker (n. 13 decembrie 1898, Gqeberha, Africa de Sud – d. 30 aprilie 1957, Roodepoort, Africa de Sud) a fost un boxer ce a reprezentat Africa de Sud, medaliat olimpic. A participat la o ediție a Jocurilor Olimpice (1920) în care a câștigat o medalie de aur.

## Participări
Lista de mai jos prezintă principalele competiții la care a participat Clarence Walker de-a lungul carierei.
- boxing at the 1920 Summer Olympics – bantamweight[*]